# Multnomah megye
Multnomah megye az Amerikai Egyesült Államokban, azon belül Oregon államban található. Megyeszékhelye és legnagyobb városa Portland. Lakosainak száma 815 428 fő (2020. április 1.).

## Szomszédos megyék
- Columbia megye (északnyugat)
- Clark megye (észak)
- Skamania megye (északkelet)
- Hood River megye (kelet)
- Clackamas megye (dél)
- Washington megye (nyugat)

## Népesség
A megye népességének változása:
| Lakosok száma | 737 269 | 748 148 | 758 932 | 766 135 | 790 294 | 815 428 |
|               | 2010    | 2011    | 2012    | 2013    | 2015    | 2020    |